# Russarö fyr
Russarö fyr är en fyr utanför Hangö på ön Russarö. 
Den nuvarande fyren från 1863 har två våningar murade i huggen granit och tre våningar ovanpå, som är murade i tegel.

## Historik
Under den svenska tiden uppfördes 1752 första träbåken på den klippiga ön Russarö. Den hade en sexkantig bas och var rödfärgad. Under Finska kriget 1808-1809 brände ryssarna ner båken, vilken återuppbyggdes 1816 som träbåk. Den byggdes om till en träfyr till 1838 med en åttkantig lanternin med fyra paraboliska speglar, som drogs runt av urverk med lod.
Under Krimkriget monterades fyrapparaten ner 1854 och fördes i skydd, varefter träfyren brändes ned av engelsmännen. År 1856 uppfördes en ny åttakantig träfyr på samma plats och 1863 den nuvarande fyren i sten.
Efter det att Hangö hamn öppnats som vinterhamn 1870 hölls den tänd året runt.
Fyren elektrifierades och automatiserades 1949. Den renoverades 2014.

## Bildgalleri

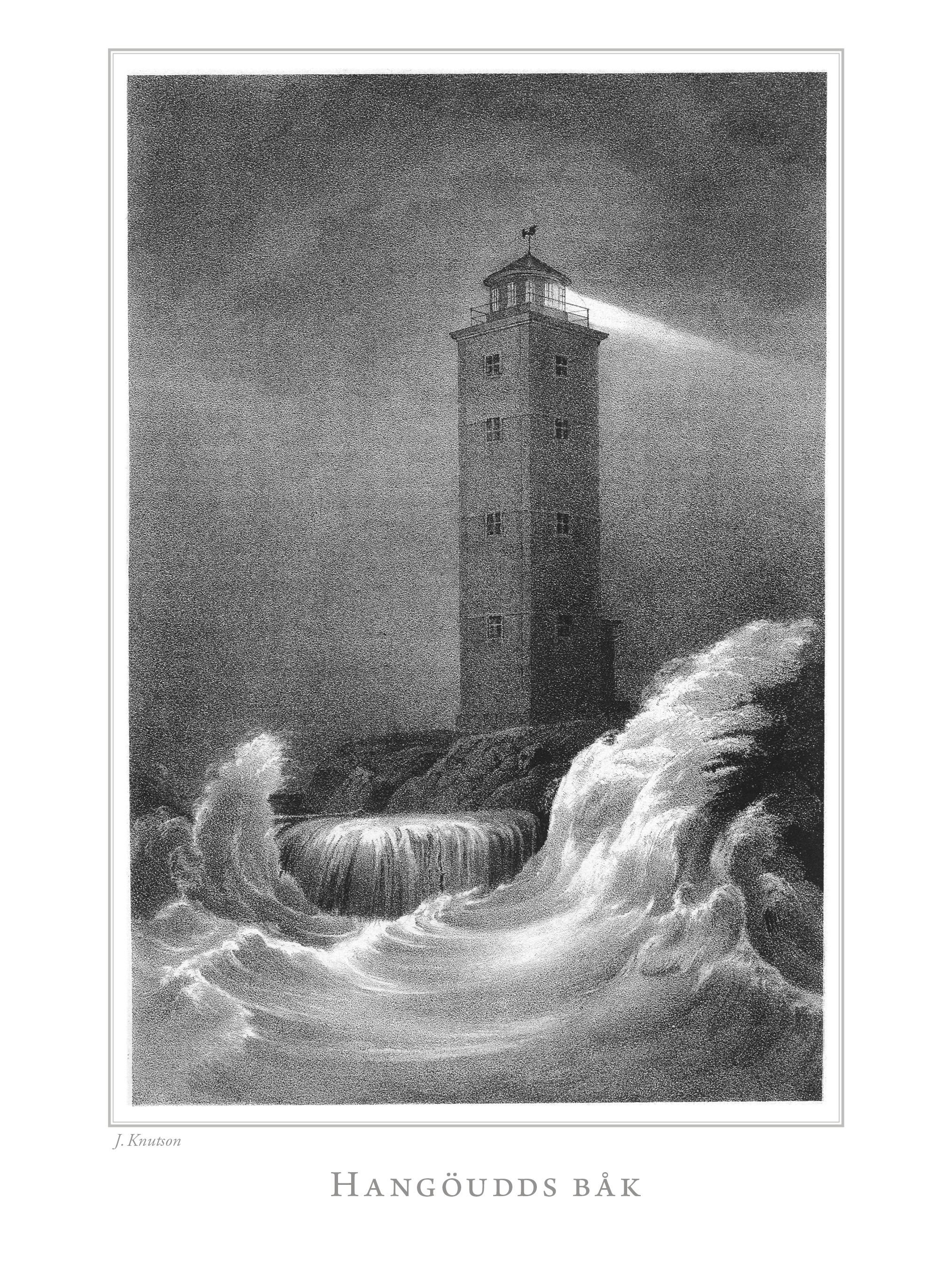
Litografi av Johan Knutson från Finland framstäldt i teckningar, mellan 1845 och 1852
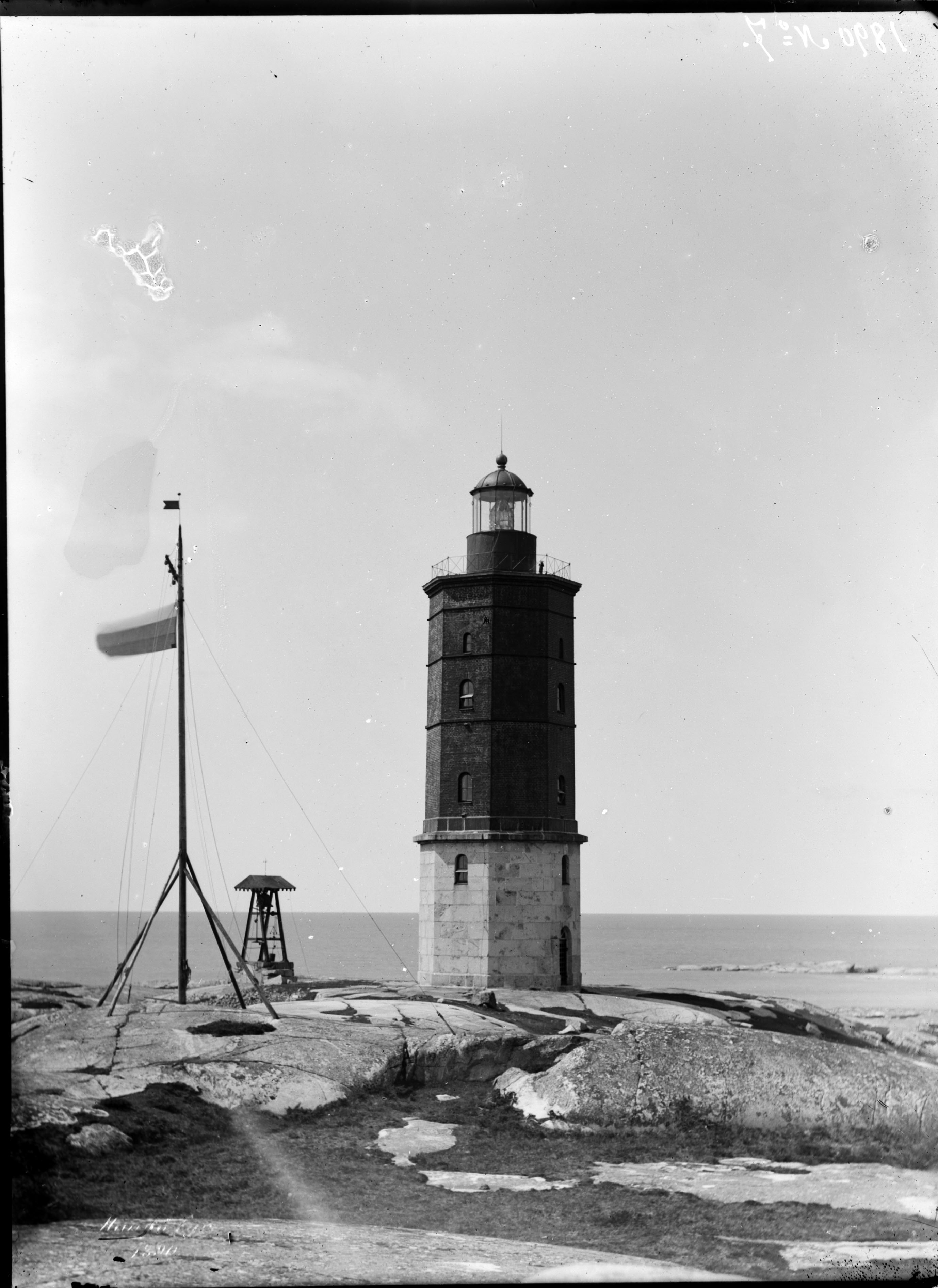
Russarö fyr, 1890
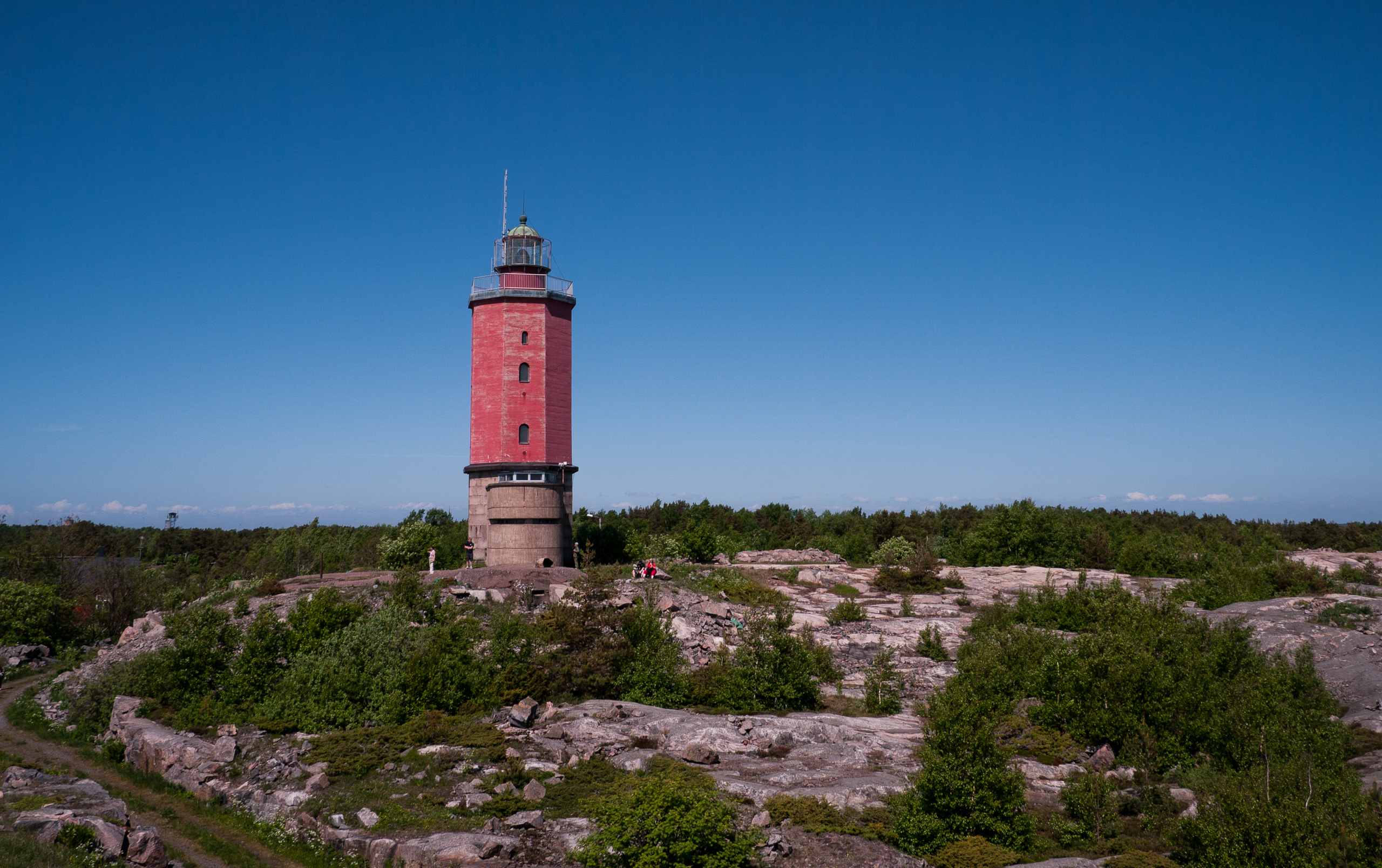
Russarö fyr, 2013